# Coll de Creu (Prada)
El Coll de Creu és una collada dels contraforts septentrionals del Massís del Canigó, a 696,5 metres d'altitud, en el límit dels termes comunals de Clarà i Villerac i de Prada, tots dos a la comarca del Conflent, de la Catalunya del Nord.
Està situat a la zona oest del terme de Clarà i Villerac, i a l'est del de Prada, a la carena que separa aquests dos termes comunals.
Hi passa la carretera D - 35 (Arboçols - Clarà), que és l'únic accés per carretera al poble de Clarà, des de Prada.